# 아바코
아바코(Avaco Co. Ltd.)는 대한민국의 기업이다. 본사는 대구광역시 달서구 성서4차 첨단로 160-7에 위치해 있으며 대표이사는 김광현이다.

## 참고문헌
1. ↑  아바코, 오는 27일 기업설명회 개최…“사업부별 상황 소개, 이데일리, 2024-06-11
2. ↑  'LGD 협력사' 아바코, BOE 8.6세대 OLED 공급망 합류, 더벨, 2024-05-01
3. ↑  '설비투자 베팅' 아바코, 남은 건 자산 효율성 제고, 더벨, 2024-04-03